# Ajjelet Szaked
Ajjelet Szaked (hebr.: איילת שקד, ang.: Ayelet Shaked, ur. 7 maja 1976 w Tel Awiwie) – izraelska polityczka i inżynier, od 2021 do 2022 minister spraw wewnętrznych Izraela. Od 2015 do 2019 była ministrem sprawiedliwości, a w latach 2013–2019 posłem do Knesetu. Była członkinią ugrupowania Żydowski Dom, a w 2019 została współzałożycielką Nowej Prawicy.

## Życiorys
Urodziła się 7 maja 1976 w Tel Awiwie.
Jest absolwentką inżynierii na Uniwersytecie Telawiwskim. Pracowała jako inżynier oprogramowania w firmie Texas Instruments.
W wyborach parlamentarnych w 2013 po raz pierwszy dostała się do izraelskiego parlamentu. Popierała deportacje imigrantów z Afryki oraz uznanie judaizmu za religię państwową. Media okrzyknęły ją wtedy najładniejszą członkinią Knesetu. W wyborach w 2015 uzyskała reelekcję.
14 maja 2015 w rządzie Binjamina Netanjahu objęła resort ministra sprawiedliwości, jednak, aby móc objąć to stanowisko, musiała zrzec się władzy nad sądami religijnymi, oraz zrezygnować z funkcji szefa komisji mianującej nowych sędziów, które to funkcje były tradycyjnie związane z Ministerstwem Sprawiedliwości.
W grudniu 2018 wraz z Naftalim Bennettem i Szuli Mu’alem opuścili Żydowski Dom tworząc Nową Prawicę. W wyborach parlamentarnych w kwietniu 2019 roku ugrupowanie zajęło 12. miejsce zdobywając 138 437 głosów (3,22%). Partii zabrakło kilkuset głosów aby przekroczyć próg wyborczy 3,25% i dostać się do Knesetu XXI kadencji. Szaked utraciła miejsce w parlamencie.
2 czerwca została zdymisjonowana przez Binjamina Netanjahu ze stanowiska minister sprawiedliwości. Według doniesień „The Times of Israel” miało to zapobiec budowaniu poparcia dla Nowej Prawicy, co mogłoby osłabić wynik wyborczy Likudu we wrześniowych wyborach w 2019 roku. Zastąpił ją Amir Ochanna.
Po wyborach parlamentarnych w 2021 została ministrem spraw wewnętrznych w rządzie Naftalego Bennetta i Ja'ira Lapida.

## Życie prywatne
Jest mężatką, ma dwoje dzieci. Jej mąż jest pilotem wojskowym.